# Calcageria incidens
Calcageria incidens là một loài ruồi trong họ Tachinidae.